# Baños de Valdearados
Pour les articles homonymes, voir Baños (homonymie).
Baños de Valdearados est une commune d’Espagne, dans la province de Burgos, communauté autonome de Castille-et-León. Cette localité est également vinicole, et fait partie de l’AOC Ribera del Duero.

### Sources
- (es) Cet article est partiellement ou en totalité issu de l’article de Wikipédia en espagnol intitulé « Baños de Valdearados » (voir la liste des auteurs).